# Lac Two Medicine
Le lac Two Medicine (en anglais : Two Medicine Lake) est un lac américain dans le comté de Glacier, au Montana. Il est situé à 1 575 mètres d'altitude au sein du parc national de Glacier. Alimenté par la Two Medicine River, il fait partie du bassin du Mississippi par le Missouri.
Sur ses rives se trouve la Swanson Boathouse, un hangar à bateaux inscrit au Registre national des lieux historiques depuis le 19 janvier 1996.